# Acanthagrion vidua
Acanthagrion vidua là một loài chuồn chuồn kim trong họ Coenagrionidae.
Acanthagrion vidua được Selys miêu tả khoa học năm 1876.